# گل‌ورزی

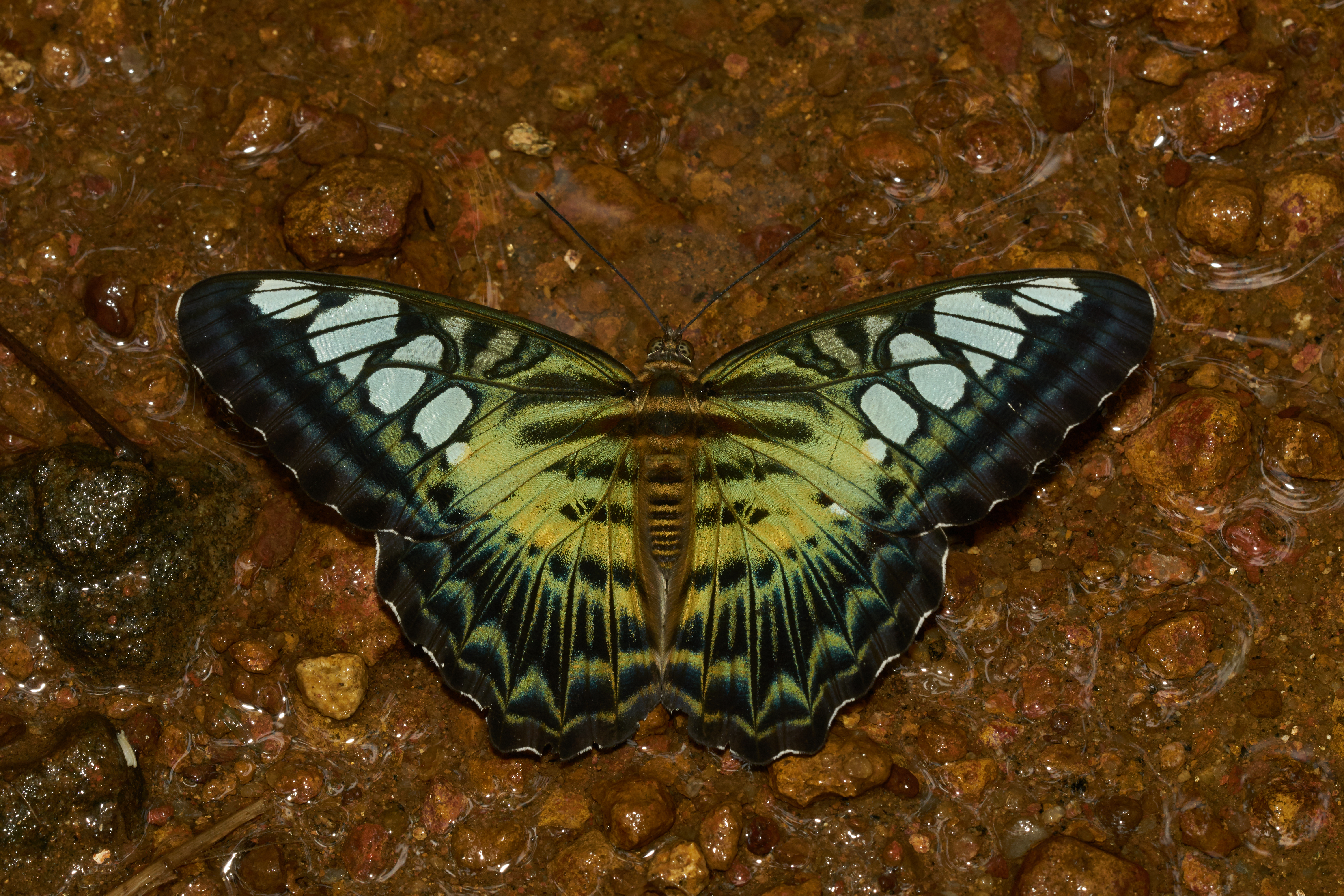
پارتنوس سیلویا که در لبه جویبار جنگلی پر از گل است

گل‌ورزی یا گل‌سازی (به انگلیسی: Mud-puddling)، رفتاری است که در پروانه‌ها آشکارتر است، اما در جانوران دیگر، عمدتاً حشرات نیز رخ می‌دهد. آنها به دنبال مواد مغذی در برخی مواد نمناک مانند مواد گیاهی پوسیده، گل‌ولای مردار هستند و مایع را می‌مکند. در جایی که شرایط مناسب باشد، حشرات آشکاری مانند پروانه‌ها معمولاً روی خاک مرطوب، سرگین یا مردار تجمع می‌کنند. آنها از مایعات، املاح و اسیدهای آمینه به دست می‌آورند که نقش‌های مختلفی در فیزیولوژی، اخلاق و بوم‌شناسی آنها ایفا می‌کنند. این رفتار همچنین در برخی از حشرات دیگر، به ویژه زنجرک‌ها، به عنوان مثال، حشره‌خوار سیب‌زمینی، Empoasca fabae، دیده شده‌است.